# Mongoloraphidia xiyue
Mongoloraphidia xiyue là một loài côn trùng trong họ Raphidiidae thuộc bộ Raphidioptera. Loài này được C.-k. Yang & Chou in C.-k. Yang miêu tả năm 1978.